# Тедіс-Україна
TEDIS Ukraine або ТЕДІС Україна — український дистриб'ютор тютюнових виробів та супутніх товарів, один з найбільших дистриб'юторів тютюнових виробів в Україні.
З 2013 року компанія співпрацює із виробниками тютюнової продукції: Philip Morris International, Japan Tobacco, Imperial Tobacco Group та British American Tobacco.
24 травня 2016 року компанію перейменовано з «Мегаполіс-Україна» на ТОВ «ТЕДІС УКРАЇНА», пройшла реструктуризація компанії.
Компанія «Мегаполіс-Україна» за даними ЗМІ, була підрозділом російською компанії «Мегаполіс», що належить російському олігарху та виробнику зброї Ігорю Кесаєву.
21 вересня 2017 року компанія повністю розкрила структуру кінцевих бенефіціарних власників Тедіс-Україна. Серед яких є: Борис Кауфман, Річард-Марк Тейлор Даксбері та Річард Доріан Фенхаллс з частками 47,22 %, 23,51 %, 23,51 % відповідно.

## Історія

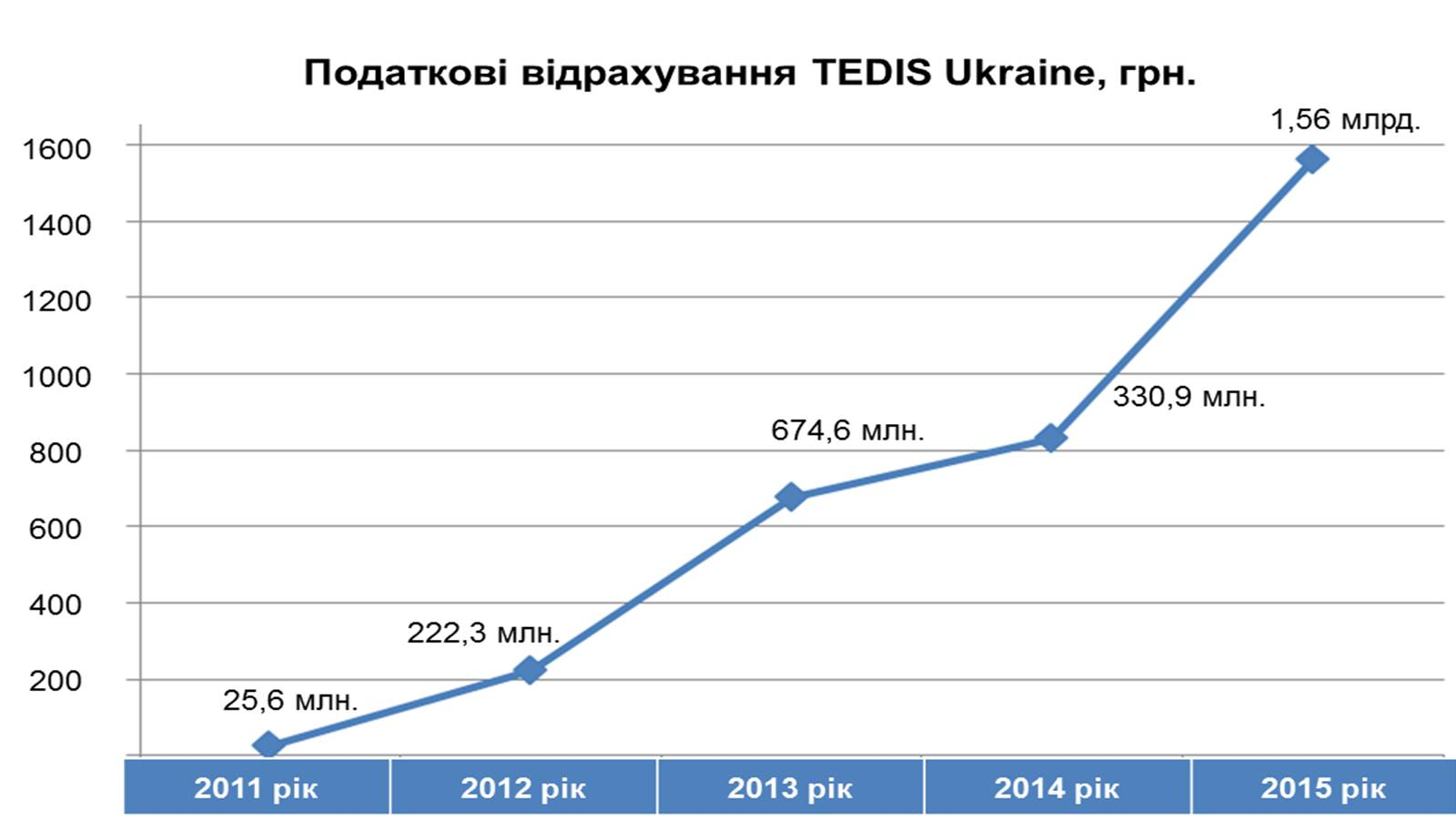
Податкові відрахування

Компанія створена в 2010 році як ТОВ "Торгова компанія «Мегаполіс-Україна».
У 2011 році материнською компанією при створенні році стала Поділля-Тютюн.
У 2013 році тютюнові компанії Philip Morris і JTI (Japan Tobacco Inc.) купують по 20 % пайової участі ЗАТ "ТК «Мегаполіс» (РФ). Кожен із покупців в рамках угоди сплатив по 750 млн $. Таким чином відбулося входження зазначених виробників у монополізований «Мегаполісом» ринок тютюнових виробів не тільки в РФ, а й в Україні..
За підсумками 2015 року увійшла до списку найбільших платників податків України у щорічному рейтингу журналу «Бізнес». Податкові відрахування 2015 року склали 1 млрд. 560 млн грн., а за перший квартал 2016 року — 298,7 млн грн.
24 травня 2016 року перейменована з «Мегаполіс-Україна» на ТОВ «Тедіс Україна».
З 2016 року компанія внесена до Реєстру великих платників податків на 2016 рік.
2020 року компанія сплатила 1,4 млрд грн податків.
2020 року увійшла до 200 найбільших компаній України за версією журналу Forbes.
У жовтні 2021 року компанія зайняла 7-е місце у рейтингу «100 найбільших приватних компаній» від Forbes. Редакція Forbes відзначила розгалужену мережу регіональних підрозділів компанії, представлену в 32 містах, і масштаб покриття — на сьогодні він становить 45 тисяч торгових точок.

### Акції протесту
12 січня 2016 року громадські організації Львова, Києва, Луцька, Рівного, Ковеля та Тернополя розпочали акцію протесту проти російського бізнесу в Україні, зокрема проти компанії.

## Власники
Учасниками ще не реорганізованої ТОВ «ТК „Мегаполіс-Україна“» були ряд іноземних підприємств: «Делуфор трейдинг лімітед», «Ебромар індастріз лімітед», «Хаванор менеджмент лімітед», «Лідертано холдингс лтд», «Мегаполіс юкрейн інвестмент лімітед», «Мегаполіс Холдінгз (Оверсіз) лімітед» (Кіпр). А кінцевими бенефіціарними власниками компанії з 21 вересня 2017 року є Борис Кауфман (47,22 %), Річард-Марк Тейлор Даксбері (23,51 %) і Річард Доріан Фенхаллс (23,51 %). У офіційній ж заяві компанії зазначено, що кінцевими власниками ТОВ «Тедіс-Україна» є фізичні особи-громадяни України, Ірландії та Великої Британії.
За даними ЗМІ, ТОВ «ТК „Мегаполіс-Україна“» була підрозділом російської групи компаній «Мегаполіс», яка, своєю чергою, входить до групи компаній «Меркурій». Однак, директор компанії Іван Бей спростував цю інформацію у інтерв'ю.
Група компаній «Меркурій» — багатопрофільний холдинг, до якого, зокрема, входять інвестиційно-девелоперський холдинг ЗАТ «Мегаполіс девелопмент» (група компаній «Мегаполіс Девелопмент»), торгові холдинги ВАТ «Діксі Груп» і ЗАТ «Торгова компанія „Мегаполіс“» (група компаній «Мегаполіс»), транспортна компанія ВАТ «СовінтерАвтоСервіс», підприємство оборонно-промислового комплексу ВАТ «Завод Дєгтярьова», «Ковровський механічний завод» та інші активи.
Власником і президентом ГК «Меркурій» є російський олігарх Кесаєв Ігор. Також він є засновником і президентом «Національного некомерційного фонду „Моноліт“», створеного 2003 року «для підтримки економічних, медичних, соціальних і культурних потреб співробітників ФСБ РФ та членів їхніх сімей».

## Досягнення
- 2014 — одна з 32 українських компаній в рейтингу 500 найбільших компаній Східної Європи за версією консалтингової групи Deloitte[28][29].
- 2014 — компанію включено до списку «найкращих компаній для лідерів» України за версією польської компанії HAY Group[30].
- 2018, 2019 — одне з найефективніших підприємств України згідно з опитуванням «Лідер року»[31].
- 2020 увійшла в ТОП-10 рейтингу «200 найбільших компаній України» за версією журналу Forbes[20][21].
- 2021 — № 26 у рейтингу журналу Forbes Ukraine «50 найкращих роботодавців України»[32][33].
- 2021 — 7-е місце у рейтингу Forbes «100 найбільших приватних компаній»[24].

## Критика
В Тернопільському міському районному суді розглядалася кримінальна справа про фіктивне підприємництво ряду осіб, які через створені підприємства співпрацювали з ТОВ "ТК «Мегаполіс-Україна». Державна фіскальна служба підозрює, що це зроблено з метою ухилення ТОВ "ТК «Мегаполіс-Україна» від сплати податків з 2,3 млрд грн.